# Championnats du monde d'aviron 2010
Navigation
Poznań 2009 Bled 2011
Les Championnats du monde d'aviron 2010, 40e édition, ont eu lieu du 31 octobre au 7 novembre 2010 sur le lac Karapiro près d'Hamilton, en Nouvelle-Zélande.

## Podiums

### Hommes
| Épreuves                           | Or | Or            | Argent | Argent        | Bronze | Bronze        |
| ---------------------------------- | --- | ------------- | --- | ------------- | --- | ------------- |
| Skiff M1x                          | Tchéquie Ondřej Synek | 6 min 47 s 49 | Nouvelle-Zélande Mahé Drysdale | 6 min 49 s 42 | Royaume-Uni Alan Campbell | 6 min 49 s 83 |
| Skiff poids légers LM1x            | Italie Marcello Miani | 7 min 05 s 82 | Slovaquie Lukáš Babač | 7 min 08 s 19 | Hongrie Péter Galambos | 7 min 09 s 86 |
| Deux de couple M2x                 | Nouvelle-Zélande Nathan Cohen Joseph Sullivan | 6 min 22 s 63 | Royaume-Uni Matthew Wells Marcus Bateman                                                                                              | 6 min 24 s 21 | France Cédric Berrest Julien Bahain | 6 min 28 s 54 |
| Deux de pointe M2-                 | Nouvelle-Zélande Eric Murray Hamish Bond | 6 min 30 s 16 | Royaume-Uni Pete Reed Andrew Triggs Hodge                                                                                             | 6 min 30 s 48 | Grèce Georgios Tziallas Ioannis Christou | 6 min 36 s 00 |
| Deux de pointe avec barreur M2+    | Australie Christopher Morgan Dominic Grimm David Webster                                                                                           | 7 min 03 s 32 | Italie Paolo Perino Pierpaolo Frattini Andrea Lenzi                                                                                   | 7 min 04 s 38 | Allemagne Maximilian Munski Philip Adamski Albert Kowert | 7 min 06 s 20 |
| Deux de couple poids légers LM2x   | Royaume-Uni Zac Purchase Mark Hunter | 7 min 13 s 47 | Italie Lorenzo Bertini Elia Luini | 7 min 15 s 88 | Nouvelle-Zélande Storm Uru Peter Taylor | 7 min 18 s 31 |
| Deux de pointe poids légers LM2-   | France Fabien Tilliet Jean-Christophe Bette | 7 min 18 s 92 | Nouvelle-Zélande Graham Oberlin-Brown James Lassche                                                                                   | 7 min 21 s 29 | Canada Matt Jensen Rares Crisan | 7 min 23 s 79 |
| Quatre de couple M4x               | Croatie David Šain Martin Sinković Damir Martin Valent Sinković                                                                                    | 6 min 15 s 78 | Italie Luca Agamennoni Simone Venier Matteo Stefanini Simone Raineri                                                                  | 6 min 17 s 04 | Australie Karsten Forsterling David Crawshay James McRae Daniel Noonan                                                                                      | 6 min 18 s 93 |
| Quatre de pointe M4-               | France Jean-Baptiste Macquet Germain Chardin Julien Desprès Dorian Mortelette                                                                      | 6 min 45 s 38 | Grèce Stergios Papachristos Ioánnis Tsílis Nikolaos Gkountoulas Apóstolos Gountoúlas                                                  | 6 min 47 s 15 | Nouvelle-Zélande Jade Uru Simon Watson (aviron) Hamish Burson David Eade                                                                                    | 6 min 48 s 38 |
| Quatre de couple poids légers LM4x | Allemagne Jonathan Koch Lars Wichert Linus Lichtschlag Lars Hartig                                                                                 | 6 min 11 s 44 | France Alexandre Pilat Pierre-Étienne Pollez Stany Delayre Frédéric Dufour                                                            | 6 min 14 s 02 | Danemark Steffen Jensen Martin Batenburg Christian Nielsen Hans Cristian Sørensen                                                                           | 6 min 14 s 94 |
| Quatre de pointe poids légers LM4- | Royaume-Uni Richard Chambers Paul Mattick Rob Williams Chris Bartley                                                                               | 6 min 10 s 71 | Australie Anthony Edwards Samuel Beltz Blair Tunevitsch Todd Skipworth                                                                | 6 min 10 s 78 | Chine Li Lei Yu Chenggang Huang Zhe Li Zhongwai | 6 min 10 s 79 |
| Huit M8+                           | Allemagne Gregor Hauffe Maximilian Reinelt Kristof Wilke Florian Mennigen Richard Schmidt Lukas Müller Toni Seifert Sebastian Schmidt Martin Sauer | 5 min 33 s 84 | Royaume-Uni Tom Broadway James Clarke Cameron Nichol James Foad Mohamed Sbihi Gregory Searle Tom Ransley Daniel Ritchie Phelan Hill   | 5 min 34 s 46 | Australie William Lockwood Matthew Ryan Francis Hegerty Cameron McKenzie-McHarg James Marburg Samuel Loch Nicholas Purnell Joshua Dunkley-Smith Toby Lister | 5 min 35 s 96 |
| Huit poids légers LM8+             | Allemagne Daniel Wisgott Robby Gerhardt Jan Lüke Lars Wichert Jochen Kühner Bastian Seibt Jost Schömann-Finck Martin Kühner Albert Kowert          | 5 min 48 s 61 | Australie Ross Brown Angus Tyers Blair Tunevitsch Alister Foot Nicholas Baker Darryn Purcell Thomas Bertrand Perry Ward David Webster | 5 min 50 s 27 | Italie Luigi Scala Davide Riccardi Luca De Maria Armando Dell'Aquila Matteo Pinca Gennaro Gallo Livio La Padula Bruno Mascarenhas Vincenzo Di Palma         | 5 min 52 s 24 |

### Femmes
| Épreuves                           | Or | Or            | Argent | Argent        | Bronze | Bronze        |
| ---------------------------------- | --- | ------------- | --- | ------------- | --- | ------------- |
| Skiff W1x                          | Suède Frida Svensson | 7 min 47 s 61 | Biélorussie Ekaterina Karsten | 7 min 47 s 79 | Nouvelle-Zélande Emma Twigg | 7 min 49 s 64 |
| Skiff poids légers LW1x            | Allemagne Marie-Louise Dräger | 7 min 43 s 45 | Nouvelle-Zélande Louise Ayling | 7 min 48 s 48 | Italie Laura Milani | 7 min 49 s 04 |
| Deux de couple W2x                 | Royaume-Uni Anna Watkins Katherine Grainger                                                                                                 | 7 min 04 s 70 | Australie Kerry Hore Kim Crow | 7 min 10 s 08 | Pologne Magdalena Fularczyk Julia Michalska | 7 min 14 s 40 |
| Deux de pointe W2-                 | Nouvelle-Zélande Juliette Haigh Rebecca Scown                                                                                               | 7 min 17 s 12 | Allemagne Helen Glover Heather Stanning | 7 min 20 s 24 | États-Unis Zsuzsanna Francia Erin Cafaro | 7 min 22 s 46 |
| Deux de couple poids légers LW2x   | Canada Lindsay Jennerich Tracy Cameron | 8 min 06 s 20 | Allemagne Daniela Reimer Anja Noske | 8 min 07 s 33 | Grèce Christína Yiazitzídou Alexandra Tsiavou | 8 min 09 s 14 |
| Quatre de couple W4x               | Royaume-Uni Debbie Flood Beth Rodford Frances Houghton Annabel Vernon                                                                       | 7 min 12 s 78 | Ukraine Kateryna Tarasenko Olena Buryak Anastasiya Kozhenkova Yana Dementyeva                                                                           | 7 min 14 s 95 | Allemagne Britta Oppelt Carina Baer Tina Manker Julia Richter                                                                                          | 7 min 15 s 26 |
| Quatre de pointe W4-               | Pays-Bas Chantal Achterberg Nienke Kingma Carline Bouw Femke Dekker                                                                         | 7 min 21 s 09 | Australie Sarah Heard Sarah Cook Pauline Frasca Kate Hornsey                                                                                            | 7 min 23 s 99 | États-Unis Mara Allen Grace Luczak Adrienne Martelli Alison Cox                                                                                        | 7 min 24 s 56 |
| Quatre de couple poids légers LW4x | Allemagne Lena Mueller Daniela Reimer Anja Noske Marie-Louise Draeger                                                                       | 6 min 44 s 94 | États-Unis Victoria Burke Kristin Hedstrom Ursula Grobler Abelyn Broughton                                                                              | 6 min 47 s 99 | Chine Yan Shimin Wang Xinnan Liu Jing Liu Tingting | 6 min 49 s 50 |
| Huit W8+                           | États-Unis Anna Goodale Amanda Polk Jamie Redman Taylor Ritzel Esther Lofgren Eleanor Logan Meghan Musnicki Katherine Glessner Mary Whipple | 6 min 12 s 42 | Canada Emma Darling Cristy Nurse Janine Hanson Rachelle De Jong Krista Guloien Ashley Brzozowicz Darcy Marquardt Andreanne Morin Lesley Thompson-Willie | 6 min 16 s 12 | Roumanie Roxana Cogianu Ionelia Zaharia Maria Diana Bursuc Ioana Craciun Adelina Cojocariu Nicoleta Albu Camelia Lupascu Eniko Mironcic Teodora Stoica | 6 min 18 s 96 |

### Paralympique
| Épreuves | Or                                                                                 | Or            | Argent                                                                                     | Argent        | Bronze                                                                                 | Bronze        |
| -------- | ---------------------------------------------------------------------------------- | ------------- | ------------------------------------------------------------------------------------------ | ------------- | -------------------------------------------------------------------------------------- | ------------- |
| ASM1x    | Royaume-Uni Tom Aggar                                                              | 5 min 19 s 36 | Ukraine Andryi Krivchun                                                                    | 5 min 32 s 67 | Nouvelle-Zélande Daniel McBride                                                        | 5 min 33 s 39 |
| ASW1x    | France Nathalie Benoit                                                             | 6 min 43 s 18 | Brésil Claudia Santos                                                                      | 6 min 47 s 60 | Portugal Filomena Franco                                                               | 7 min 33 s 46 |
| TAMix2x  | Ukraine Dmytro Ivanov Iryna Kyrychenko                                             | 4 min 24 s 71 | France Stéphane Tardieu Perle Bouge                                                        | 4 min 28 s 05 | Australie Grant Bailey Kathryn Ross                                                    | 4 min 28 s 16 |
| LTAMix4+ | Canada Anthony Thériault Meghan Montgomery Victoria Nolan David Blair Laura Comeau | 3 min 36 s 53 | Royaume-Uni Kelsie Gibson Ryan Chamberlain James Roe Katherine Jones Rhiannon Jones        | 3 min 37 s 09 | Allemagne Christiane Quirin Michael Schulz Martin Lossau Anke Molkenthin Katrin Splitt | 3 min 39 s 55 |
| IDMix4+  | Hong Kong Liu Wang Sin Lam King Shan Szeto Tung Chun Tsui Kwok Man Lee Yuen Wah    | 4 min 09 s 58 | Italie Giorgia Indelicato Elisabetta Tieghi Francesco Borsani Matteo Brunengo Andrea Lenzi | 4 min 30 s 37 | Russie Ioulia Zhdanova Olga Orlova Boris Maximov Gennady Mikhaylov Irina Kostyukhina   | 5 min 00 s 28 |

## Tableau des médailles par pays

### Hommes et Femmes
- Pays organisateur (Nouvelle-Zélande)

| Rang  | Nation           | Or | Argent | Bronze | Total |
| ----- | ---------------- | -- | ------ | ------ | ----- |
| 1     | Allemagne        | 5  | 2      | 1      | 8     |
| 2     | Royaume-Uni      | 4  | 3      | 1      | 8     |
| 3     | Nouvelle-Zélande | 3  | 3      | 4      | 10    |
| 4     | France           | 2  | 1      | 1      | 4     |
| 5     | Australie        | 1  | 4      | 2      | 7     |
| 6     | Italie           | 1  | 3      | 2      | 6     |
| 7     | États-Unis       | 1  | 1      | 2      | 4     |
| 8     | Canada           | 1  | 1      | 1      | 3     |
| 9     | Suède            | 1  | 0      | 0      | 1     |
| 9     | Croatie          | 1  | 0      | 0      | 1     |
| 9     | Pays-Bas         | 1  | 0      | 0      | 1     |
| 9     | Tchéquie         | 1  | 0      | 0      | 1     |
| 13    | Grèce            | 0  | 1      | 2      | 3     |
| 14    | Slovaquie        | 0  | 1      | 0      | 1     |
| 14    | Biélorussie      | 0  | 1      | 0      | 1     |
| 14    | Ukraine          | 0  | 1      | 0      | 1     |
| 17    | Chine            | 0  | 0      | 2      | 2     |
| 18    | Danemark         | 0  | 0      | 1      | 1     |
| 18    | Hongrie          | 0  | 0      | 1      | 1     |
| 18    | Pologne          | 0  | 0      | 1      | 1     |
| 18    | Roumanie         | 0  | 0      | 1      | 1     |
| Total | Total            | 22 | 22     | 22     | 66    |

### Paralympique
- Pays organisateur (Nouvelle-Zélande)

| Rang  | Nation           | Or | Argent | Bronze | Total |
| ----- | ---------------- | -- | ------ | ------ | ----- |
| 1     | France           | 1  | 1      | -      | 2     |
| 1     | Royaume-Uni      | 1  | 1      | -      | 2     |
| 1     | Ukraine          | 1  | 1      | -      | 2     |
| 4     | Canada           | 1  | -      | -      | 1     |
| 4     | Hong Kong        | 1  | -      | -      | 1     |
| 6     | Brésil           | -  | 1      | -      | 1     |
| 6     | Italie           | -  | 1      | -      | 1     |
| 8     | Australie        | -  | -      | 1      | 1     |
| 8     | Allemagne        | -  | -      | 1      | 1     |
| 8     | Nouvelle-Zélande | -  | -      | 1      | 1     |
| 8     | Portugal         | -  | -      | 1      | 1     |
| 8     | Russie           | -  | -      | 1      | 1     |
| Total | Total            | 5  | 5      | 5      | 15    |